# Xestia lygria
Xestia lygria là một loài bướm đêm trong họ Noctuidae.